# Zoodes liturifer
Zoodes liturifer là một loài bọ cánh cứng trong họ Cerambycidae.